# Frank Grillo
Frank Anthony Grillo (sinh ngày 8/6/1965) là nam diễn viên người Mỹ. Anh từng tham gia các phim như: Warrior (2011), End of Watch (2012).

## Thời thơ ấu
Grillo sinh ra ở Thành phố New York là anh cả trong gia đình 3 anh em, và có nguồn gốc Ý (Calabria). Ông tốt nghiệp Đại học New York với bằng kinh doanh và dành một năm trên phố Wall trước khi được yêu cầu làm một quảng cáo cho bia Miller Genuine Draft.

## Danh sách phim

### Điện ảnh
| Năm  | Phim                                 | Vai diễn                  | Ghi chú |
| ---- | ------------------------------------ | ------------------------- | ------- |
| 2014 | Captain America: Chiến binh mùa đông | Crossbones / Brock Rumlow |         |
| 2014 | Ngày thanh trừng: Hỗn loạn           | Trung sĩ Leo Barnes       |         |
| 2016 | Ngày thanh trừng: Năm bầu cử         | Trung sĩ Leo Barnes       |         |